# Roma: Rise and Fall of an Empire
Roma: ascensão e queda de um império é uma série americana, de 2008, exibida pelo The History Channel, em 2009, que mostra a longa história do Império Romano.

## Sinopse
Esta série acompanha a dramática vida dos personagens romanos que marcaram os caminhos deste Império desde seu apogeu até sua própria destruição. O ambiente da época foi recriado de forma brilhante, com ruas abarrotadas, exércitos lutadores, gladiadores, excessos e libertinagem. A luta não é apenas entre Roma e os Bárbaros, mas também entre a República e o Império, entre a democracia e a ditadura e a eterna luta das sociedades pela sobrevivência.

## Episódio 1 - A Primeira Guerra contra os bárbaros.
O primeiro episódio mostra Roma em 113 a.C, quando Roma é uma República. Roma está em expansão desenfreada e só homens nobres e ricos conseguem poder e sucesso. Mas eles enfrentam uma grande ameaça: os bárbaros. Os exércitos romanos não conseguem lutar no terreno dos bárbaros, que é muito irregular. Os bárbaros ficam escondidos e atacam de surpresa. Finalmente, com o general Mário, os bárbaros são expulsos.

## Episódio 2 - Espártaco
Depois de uma década de lutas com os bárbaros, Caio Mário o brilhante general romano assumiu o poder, transformando o exército de Roma na maior força que o mundo já vira, mas uma revolta mortal nasceu no núcleo da república, a morte sangrenta dos gladiadores escravos era um esporte de sucesso, no século primeiro antes de Cristo, o jogo estava marcado, os escravos se rebelaram, seu líder entrou para a história com o nome de Espártaco.

## Episódio 3 - Júlio César
A Rebelião de escravos liderada por Espártaco despertou a revolta dos pobres, mas o dinheiro continuou a reinar e a força mais destrutiva em roma era a ambição crescente dos políticos, a luta pelo poder atingiu o auge quando três homens buscaram a supremacia na república de Roma, só um deles foi vitorioso e obteve honra e riquezas, seu nome passou a história como arquétipo da ambição desenfreada e da tirania, Júlio César.

## Episódio 4 - A Floresta da Morte
Os romanos enfrentam as tribos queruscas lideradas por Arminío. Armínio usa o treinamento romano para treinar suas tropas. Aos poucos isso dá resultado e os romanos são derrotados em uma dura batalha. Então os romanos começam uma desesperada mobilização de homens e ao fim da guerra acabam por derrotar Arminío.

## Episódio 5 - A invasão da Britânia
Ninguém acha Caligula capaz de ser imperador. Ele é morto e substituído pela marionete militar Cláudio. Enquanto isso, o exército romano está na Britânia, uma terra de medo. Os bárbaros não perdoam e atacam o exército romano, derrotando-o. Com táticas aperfeiçoadas, finalmente o exército romano consegue vencer a guerra e anexa a Britânia para seus territórios.

## Episódio 6 - As Guerras Dacias
Uma nova tribo bárbara ataca províncias romanas. O imperador e seus soldados revidam, mas os Dacios continuam a saquear províncias romanas. Romanos e Dacios fazem um acordo, mas esse acordo não é atendido. Então começa uma guerra  que culmina com a destruição dos Dacios.

## Episódio 7 - Rebelião e Traição
Roma é governada pelos imperadores Marco Aurélio e Lúcio Vero. O imperador Marco Aurélio manda o outro imperador romano Lúcio Vero aumentar a expansão de Roma no oriente. Para isso, Lúcio Vero vai até lá com seu exército comandado pelo experiente comandante Ave do Cássio. Ave do Cássio e Lúcio Vero cumprem seus papéis, dominando uma cidade próxima de Bagdá. Só que o exército volta para Roma carregando uma peste que contraíra na cidade em que haviam dominado. Essa peste rapidamente se espalha por Roma e mata de 10% a 20% dos habitantes de Roma, inclusive Lúcio Vero. Então o imperador Marco Aurélio vai para o norte de Roma combater os bárbaros na fronteira. Os romanos são quase derrotados mas Marco Aurélio cerca e derrota os bárbaros. Mas há más notícias do sul: o Egito, domínio romano e importante fonte de grãos para Roma, é invadido.Então Marco Aurélio manda Ave do Cássio conter a rebelião com três legiões. Ave do Cássio cumpre seu papel.  Mas então Aurélio se adoenta. Então sua mulher incentiva Ave do Cássio a ser imperador.Ave do Cássio é proclamado imperador por parte do exército romano. Ele espalha falsos boatos de Aurélio está morto. Mas então Marco Aurélio melhora da doença e volta a Roma. Com a parte do exército que lhe é leal, Aurélio aniquila o exército de Ave do Cássio e corta a cabeça do dito-cujo. O traidor estava morto. Depois de velho, Marco morre e o Império recai sobre seu filho: um jovem sem experiência chamado Cômodo.

## Episódio 8 - A Ira dos Deuses
Roma é ameaçada pelo cristianismo. O imperador Felipe convoca uma reunião. Mas seu general, Décio, não vai permitir que Felipe se envolva com cristãos. Então ele explica a situação a Felipe. Mas não há tempo para isso: longe dali, uma legião aclamava seu comandante Pacatianus como imperador. Agora restava a Pacatianus marchar em direção a Roma e tomar o trono de Felipe. Desesperado, Felipe manda Décio reprimir a rebelião e o traidor Pacatianus. Quando corre a notícia de que o severo e sensato general Décio está marchando para o inimigo, as tropas de Pacatianus precisam achar uma saída para não serem esmagados por Décio. Então eles matam Pacatianus. Décio chega e vê que as tropas de Pacatianus estão sem comandante. Décio assume o comando e as tropas o aclamam imperador. Então Décio não tem medo de tomar o trono e trai Felipe. Quando descobre que Décio o traiu, Felipe usa suas tropas leais de poucos homens para enfrentar Décio. Começa uma batalha sangrenta. No final, as tropas leais a Felipe são derrotadas e o dito-cujo é morto. Décio se torna o imperador. Ele impõe restrições ao cristianismo. Quem não cumprisse essas restrições, poderia ter pena de morte. Então há uma má noticía: os godos invadem a província de Moesia. Décio vai para lá e é derrotado. Mas em outra batalha os romanos expulsam os godos de Moesia. Mas os insistentes Godos voltam para o caos. Então Décio e seu filho vão para a guerra.Se eles morressem, o outro filho de Décio, Hostilianus, tomaria o poder. Então acontece que as tropas de Décio são esmagadas e Décio e seu filho morrem. O problema é que Hostilianus morre de um peste que amedronta e mata os habitantes de Roma.

## Episódio 9 - O Imperador Dos Soldados
O Império é tão grande que não há soldados suficientes para defender as fronteiras. Resultado: vários domínios romanos se insurgem, inclusive a Gália. O novo imperador Aureliano tenta levar tropas para vários lugares, mas não há como fazer isso rapidamente. A situação piora quando um povoado no Oriente declara a independência de Roma. Ele povoado se transforma no Império de Palmira. Então eles dominam o Egito. Aureliano age rápido porque sem os grãos que abastecem Roma a fome seria iminente. E foi isso que aconteceu. Aureliano ordenou que os soldados dividissem seu pão com a população, mas isso não era suficiente. Finalmente Aureliano conseguiu retomar o Egito e capturar sua rainha, Zenóbia. Então surge a ameaça dos bárbaros. Aureliano vai até os bárbaros e os aniquila, capturando seu chefe Tétrico. Mas Aureliano deixa Zenóbia e Tétrico sobreviverem em gesto de clemência. Aureliano ainda distribuí pão e carne para a população faminta.

## Episódio 10 - Constantino, O Grande
Enfrentando bárbaros e usurpadores nas fronteiras e súditos rebeldes em Roma, no século terceiro, o Imperador Aureliano se voltou ao Deus dos soldados em busca de ajuda e consegui restaurar o Império, mas foi assassinado antes da situação se estabilizar, deixando o Império em perigo novamente. Nos dias conturbados do final do Império Romano, muitos lutavam pelo poder, um homem emergiu do caos, eliminando os rivais e unindo o Império sob o sinal de um novo Deus, seu nome era Constantino e nada o impediria de salvar o Império em declínio.

## Episódio 11 - O General Bárbaro
No final do século IV, romanos e bárbaros conviviam com dificuldade no Império. O Imperador Teodósio qualifica os Godos como mercenários, e negocia com eles sob o comando do general Estilicão, metade vândalo e metade romano.

## Episódio 12 - O Mestre dos Fantoches
No final do século IV d.C. numerosos ataques bárbaros envenenaram o Império Romano do Ocidente com suspeita e ódio dos soldados imigrantes, um general Estilicão mestiço de bárbaro e romano não foi o último a ter uma morte sangrenta que prenunciava o destino de um Império a beira do colapso. No século V d.C. mais de quinhentos anos após a morte de Júlio César, o Império Romano era devastado pela guerra e perdia território para os invasores estrangeiros. Em meio ao caos três generais romanos competiam pelo poder de Imperador, mas com traição e assassinato apenas um, o bárbaro Riciméro consegue o controle de Roma, ele era um "mestre do fantoches".

## Episódio 13 - O Último Imperador
Tensões étnicas continuam a devastar o já destruído Império Romano do Ocidente, o nascido bárbaro, general Riciméro abre seu caminho ao trono, com fome de poder ele mata qualquer um que fique em seu caminho incluindo seus amigos mais próximos, agora o controle romano das grandes províncias ocidentais do império é varrido por uma tempestade de líderes militares e reis bárbaros, fora do caos, um líder romano elevasse, determinado a restaurar para Roma seus dias de glória, seu nome era Flávio Orestes. Mas em seu caminho existe um violento príncipe guerreiro bárbaro, para o império o confronto de suas espadas está chegando ao fim.